# Severo di Antiochia
Severo di Antiochia, o Severo Antiocheno (Sozopoli, 465 circa – Egitto, 8 febbraio 538), è stato un arcivescovo e teologo bizantino, patriarca di Antiochia dal 512 fino al 518, quando viene deposto.
Severo può essere considerato il maggiore autore in materia di teologia cristiana vissuto nell'età giustinianea. La letteratura che fiorì in questo periodo fu principalmente dogmatica, nel senso che nel campo teologico, considerata conclusa la fase nota come Patristica con le decisioni del Concilio di Calcedonia del 451, l'interesse maggiore fu volto a definire il dogma nella sua essenza, in base a quanto raggiunto dalla teologia dei Padri della Chiesa.
Severo aderì al miafisismo e per questo fu deposto dalla carica di vescovo. Data l'avversione dell'imperatore Giustiniano I al monofisismo, dovette abbandonare più di una volta la capitale. Tuttavia le sue furono posizioni conciliatorie tra il credo calcedoniano (cui aderì la chiesa di Costantinopoli) e la teologia miafisita, maggioritaria nel Vicino Oriente. Fu in rapporto con i più eminenti teologi della parte miafisita.

## Biografia

### Formazione
Severo di Antiochia era di Sozopoli, città della Pisidia (nell'Anatolia centro-meridionale). Qui nacque nel 465 circa, in una famiglia potente, figlio di un senatore.
Severo compì i primi studi nella città d'origine. Poi, in previsione di una brillante carriera professionale laica, e non religiosa, si trasferì ad Alessandria d'Egitto, il maggior centro intellettuale dell'Oriente bizantino, dove frequentò la scuola di grammatica e retorica.

### Monaco
Ancora nel 486 si spostò a Beirut assieme all'amico e poi suo biografo personale, Zaccaria Scolastico. Trasferendosi in Libano, intendeva iniziare ad esercitare la professione dell'avvocatura, ma una vocazione improvvisa lo distolse da quella carriera. Attratto dal cristianesimo, si fece battezzare nel 499 a Tripoli (Libano), e si ritirò a meditare e pregare in un monastero monofisita in Palestina, a Mayum. Qui era sorta alla fine del secolo precedente una fiorente scuola letterario-teologica: la scuola di Gaza. In questo convento si isolò per un certo periodo dal mondo, dedicandosi esclusivamente all'ascesi spirituale, alla macerazione del corpo, separato dalle attività mondane.
Il ruolo assunto da Severo nel monachesimo orientale nonché le sue capacità, sia nell'agire sociale sia nell'organizzazione (aveva nel frattempo, da monaco, istituito a sue spese un nuovo monastero) sia nell'elaborazione intellettuale, lo fecero scegliere nel 508 per essere inviato a Costantinopoli a guidare una delegazione di monaci siriaci. Nella capitale fu presentato all'imperatore Anastasio I dal suo amico Probo, nipote dell'imperatore. Anastasio, sulle orme del predecessore Zenone, manteneva una linea conciliatoria in campo religioso. Attratto dalle sue idee, Anastasio tenne Severo in particolare considerazione, facendone un suo consigliere. Le posizioni di Severo in quel momento potevano convergere con quelle dell'imperatore, essendo focalizzate sull'Henotikon di Zenone, editto promulgato vent'anni prima per appianare i contrasti religiosi tra calcedoniani e monofisiti. Quella posizione avrebbe potuto costituire una soluzione accettabile da tutti, riconciliando le due parti della cristianità orientale.

### Il breve patriarcato e l'esilio in Egitto
Nel 511 Severo lasciò la capitale, ma non per tornare alla vita monastica: nel 512 infatti, grazie alla stima acquistata presso la corte, venne eletto patriarca di Antiochia in un sinodo presieduto da Filosseno di Mabbug, arcivescovo di Gerapoli.
Al mutare della tendenza politico-religiosa imperiale, con il sopraggiungere dell'ortodossia religiosa di Giustino I, nel 518 Severo, in quanto monofisita, fu deposto dalla sua cattedra. Fu costretto ad abbandonare la sua sede vescovile e con essa la città di Antiochia. Trovò ancora una volta ospitalità presso un altro grande vescovo monofisita, Timoteo III di Alessandria (vescovo dal 517 al 535). L'Egitto era una sorta di terra franca per i monofisiti, avendo qui Giustiniano rinunciato all'applicazione della sua politica d'imposizione del credo calcedoniano. Anche il successore di Timoteo appartenne a questa corrente: nel 535 venne eletto, anche con l'aiuto dell'imperatrice Teodora, favorevole ai monofisiti, Teodosio I (vescovo dal 535 al 537).
Ad Alessandria Severo si dedicò per circa dieci anni agli studi teologici, raggiungendo una grande fama nelle regioni orientali, Siria ed Egitto, che venivano a trovarsi in contrapposizione all'assolutismo costantinopolitano. Severo divenne una delle figure più eminenti tra la popolazione di credo monofisita dell'impero, il suo valore intellettuale si erse al di sopra delle divisioni in atto nel mondo cristiano. Ebbe doti di grande pensatore e fu un capacissimo polemista, tanto da essere riconosciuto come rappresentante principale del monofisismo contro il dogmatismo calcedoniano. La sua teoria è ben espressa nelle molte sue opere, di cui però quasi tutte sono andate perdute nell'originale greco, conservandosi soprattutto in traduzioni siriache e, in minor misura, copte.

### Dopo Costantinopoli, il secondo esilio
Sotto Giustiniano la tendenza ortodossa dominante parve aprire qualche spiraglio, grazie anche alla mediazione dell'imperatrice Teodora verso la parte monofisita. Severo poté rientrare a Costantinopoli, tra il 531 e il 536, dove godette della protezione diretta di Teodora, già conquistata alla causa monofisita da Timoteo III di Alessandria. In grazia di queste mutate condizioni, riebbe la cattedra vescovile toltagli da Giustino.
Fu una convivenza strana, tra l'asceta e la corte sfarzosa e corrotta, con implicazioni anche nel campo culturale, e nell'iconografia artistica (si può in proposito ricordare come Severo, nei suoi testi, critichi - partendo dalla visione del monachesimo siriaco - l'uso di vestire angeli e santi da regnanti terreni, e per contro all'estrema ricchezza degli abiti di queste figure nei mosaici giustinianei).
Mutate ancora una volta le condizioni, venne di nuovo esiliato a causa di una re-imposizione dell'ortodossia nicena pretesa da Roma, quando il concilio costantinopolitano del 536, diretto da Papa Agapito I, riaprì il conflitto anti-monofisita. Ancora una volta, Severo, e con lui gli altri vescovi monofisiti, venne nuovamente deposto dalla cattedra, e si trasferì nell'Egitto monofisita. Qui visse integro nelle sue convinzioni e ora separato ideologicamente anche dall'altro vescovo monofisita esule in quella terra, Giuliano di Alicarnasso, con il quale era entrato in polemica. Severo infatti trascorse i suoi ultimi anni ritirato ancora una volta dal mondo, in eremitaggio, sino al 538, anno della sua morte, avvenuta il 9 febbraio.

## La Cristologia di Severo
La teologia di Severo corrisponde all'elaborazione di una particolare forma di monofisismo, che sarebbe più corretto definire miafisismo, che si basa su una specifica interpretazione della cristologia di San Cirillo di Alessandria; tale corrente dottrinaria sussiste tuttora nelle chiese ortodosse orientali (armena, siriaco-giacobita, copta ed etiopica) e trae i propri principi dottrinari, oltre che dagli scritti di Severo, anche da Giacomo Baradeo, strettamente legato all'opera severiana, tramite Teodosio di Alessandria, il seguace di Severo, nominato da questi vescovo di Edessa (542).
La dottrina cristologica severiana è riconciliabile con l'ortodossia calcedoniana dove si trovi concordia su alcuni punti, soprattutto riguardo all'utilizzo di termini teologico-filosofici come ousia, hypostasis e, soprattutto, physis. Severo rigettò tanto la dottrina di Eutiche (cioè il monofisismo per antonomasia), quanto quella opposta di Nestorio, considerando entrambi eretici, in accordo con i calcedoniani; ma dissentì anche dalla formulazione conciliare di questi ultimi, ritenendola troppo incline al nestorianesimo. Ciò che divise Severo dai calcedoniani fu l'interpretazione del termine physis e dell'unione ipostatica. Egli ritenne che, seguendo gli insegnamenti di Cirillo, fosse più corretto parlare di un'unica natura del Verbo Incarnato, senza negare la preesistenza indipendente delle nature divina ed umana prima dell'unione ipostatica, ma che, dopo l'incarnazione, sussistono sì divise e non confuse, ma non più separate e indipendenti poiché unite ipostaticamente: perciò, quando ci si riferisce al Verbo Incarnato nella sua unità, si dovrebbe fare riferimento all'unione ipostatica delle nature e perciò sarebbe corretto parlare di un'unica natura (incarnata). Questa impostazione dottrinaria, di per sé complessa, portò alcuni teologi ad accusare l'antiocheno sia di eutichismo che di nestorianesimo.
Dal punto di vista filosofico, nell'opera di Severo si può vedere la reintroduzione nel cristianesimo del misticismo neoplatonico, proveniente dallo Pseudo-Dionigi l'Areopagita. Di questo autore Severo fu uno dei primi conoscitori e ne favorì la trasmissione, a partire dal secolo successivo, alla mistica di entrambe le parti del cristianesimo, sia quello occidentale che quello orientale.

## Le opere
Severo può essere considerato un autore greco, a pieno titolo inserito nella letteratura bizantina, per il fatto che scriveva in lingua greca. La condanna per eresia fece sì che venisse vietata la diffusione dei suoi mumerosi scritti. In lingua originale solo una omelia è pervenuta per intero. La maggior parte delle sue opere si sono conservate solamente nella traduzione in siriaco. A partire dal XVIII secolo l'opera di Severo è stata riscoperta, tradotta in latino e divulgata.
Centoventicinque Omelie pronunciate per le festività, le celebrazioni di santi e durante la quaresima, risalgono al periodo in cui fu patriarca, dal 512 al 518. Una sola, l'Omelia sulla risurrezione, si conserva per intero in greco. Compose poi vari inni, alcuni dei quali tuttora in uso nell'Octoechos greco-ortodosso.

### Opere teologico-dogmatiche
Autore di una vasta opera teologico-letteraria in greco, dei testi originari sono rimasti solo frammenti inseriti in florilegi e nelle catene esegetiche, non opere intere. Occorre pertanto ricorrere alle traduzioni, soprattutto in siriaco.
Uno dei suoi più importanti scritti polemici è il Contra impium Grammaticum, composto per confutare Giovanni di Cesarea, il grammatico che aveva nella sua Apologia esposto il dogma calcedoniano nella sua definizione ultima, quella neocalcedoniana. Qui Severo elabora la sua teologia, rifiutando il Tomo di Leone e la doppia natura di Cristo sancita a Calcedonia. Bollato questo atteggiamento come nestoriano, riprende San Cirillo d'Alessandria per arrivare alla definizione dell'unità della natura del Cristo, come perfezione di umanità e divinità; la distinzione tra queste due essenze è per lui soltanto logico-formale, non essenziale. L'elemento unificatore (quindi di stretta osservanza monofisita) è quello del monoenergismo, per il quale l'Incarnazione - relativamente alla natura divina e a quella umana - è un'unica operazione, la quale corrispondeva, in questi termini, all'unica natura del Cristo postulata dal monofisismo. Ad avvalorare queste elaborate tesi sono oltre mille citazioni dei Padri su cui basa puntualmente ogni sua asserzione.
Altra opera polemica è il Philalethés, basato su un particolareggiatissimo esame critico dell'opera di Cirillo.
Inoltre compose altri trattati che confutano Giuliano di Alicarnasso, attaccando la tendenza monofisita dei Giulianisti (da Giuliano di Alicarnasso) o Gaianisti, dal vescovo Gaiano di Alessandria, detti aftartodoceti per essersi posti sul versante dell'incorruttibilità del Verbo Incarnato. Lo scontro pertanto avveniva su due fronti, e dalla parte monofisita era con questa fazione, che chiamava a sua volta i seguaci di Severo corrutticoli o fartatolatri per aver riportato, secondo loro, la natura umana del Cristo in mentite spoglie nel monofisismo.
Degno di nota è inoltre l'ampio epistolario, in origine composto da quattromila lettere, distribuite in ventitré libri, di cui rimangono soltanto numerosi estratti, alcuni dei quali ancora inediti.

## Opere
Traduzioni moderne in latino e/o inglese
- Philalethes
- Liber contra impium Grammaticum
- Orationes ad Nephalium
- Hymni
- Homiliae cathedrales
- Epistolae

Traduzioni in italiano
- Omelia sulla risurrezione, Città Nuova, 2019 (omelia pronunciata tra il novembre 514 e il novembre 515)